# Мольфетта, Карло
Карло Мольфетта (итал. Carlo Molfetta, род. 15 февраля 1984) — итальянский тхэквондист, чемпион олимпийских игр в составе команды Италии на Олимпиаде 2012 года.

## Карьера
В 2004 году на Олимпийских играх в весовой категории до 68 кг уступил в первом же круге иранцу Хади Саеи.
В 2012 году на Олимпийских играх в весовой категории свыше 80 кг по пути к золоту победил таджика Алишера Гулова, китайца Лю Сяобо, турка Даба Модибо Кейта, а в финале выиграл бой у габонца Энтони Обаме.